# Linum bahamense
Linum bahamense är en linväxtart som beskrevs av Alice Belle Rich Northrop. Linum bahamense ingår i släktet linsläktet, och familjen linväxter. Utöver nominatformen finns också underarten L. b. corallicola.